# Ion Cosma
Ion Cosma (n. 16 decembrie 1923 – d. secolul al XX-lea) a fost un om politic, diplomat și primar comunist român.
În 1945 a devenit membru al PCR. A fost membru al CC al PMR.
A fost ministru al Agriculturii între 1957-1962, ulterior președinte al Comitetului Executiv al Sfatului Popular București (1962-1968), ministru al Turismului (1970-1978), ambasador în Polonia (1978-1984) și Egipt (1985-1987).
A fost primar al Bucureștiului din aprilie 1962 până în februarie 1968.  În 1963, a  construit 13623 de apartamente, a amenajat Piața Unirii, Gara de Nord, săli de spectacol și a amplasat statuia lui Mihai Eminescu în Parcul Cișmigiu. 

## Decorații
- Ordinul Muncii clasa a II-a (30 decembrie 1957) „cu ocazia celei de a zecea aniversări a proclamării Republicii Populare Romîne și pentru merite deosebite în îndeplinirea sarcinilor date de Partidul Muncitoresc Romîn, pentru merite deosebite pe tărîmul construcției de stat, economice, sociale, culturale și obștești”[2]
- Medalia „40 de ani de la înființarea Partidului Comunist din Romînia” (6 mai 1961) „pentru merite în activitatea de partid și întărirea regimului democrat-popular”[3]
- Ordinul „Steaua Republicii Populare Romîne” clasa a II-a (18 august 1964) „pentru merite deosebite în opera de construire a socialismului, cu prilejul celei de a XX-a aniversări a eliberării patriei”[4]
- Ordinul „Tudor Vladimirescu” clasa a III-a (30 aprilie 1966) „cu prilejul celei de-a 45-a aniversări de la înființarea Partidului Partidului Comunist din România, pentru merite deosebite în opera de construire a socialismului”[5]
- Ordinul „Tudor Vladimirescu” clasa a II-a (4 mai 1971) „cu prilejul aniversării a 50 de ani de la constituirea Partidului Comunist Român, [...] pentru merite deosebite în opera de construire a socialismului”[6]

## Vezi și
- Lista primarilor Bucureștiului